# Selfkant
Selfkant este o comună din landul Renania de Nord-Westfalia, Germania. Este cea mai vestică comună din Germania. A aparținut Țărilor de Jos din 1949 până în 1963.